# Polyommatus wiskotti
Polyommatus wiskotti är en fjärilsart som beskrevs av Courvoisier 1911. Polyommatus wiskotti ingår i släktet Polyommatus och familjen juvelvingar. Inga underarter finns listade i Catalogue of Life.